# Camotán
Camotán é uma cidade da Guatemala do departamento de Chiquimula.